# Aeropuerto de Visby
El Aeropuerto de Visby (en sueco: Visby flygplats) (IATA: VBY, OACI: ESSV) está situado a unos 3,5 km al norte de Visby, Gotland, Suecia. Es el único aeropuerto comercial de Gotland y el decimosegundo más transitado de Suecia. Recibió 340.393 pasajeros en 2011. El tráfico tiene una gran variación estacional, siendo mayor en verano. Gotland es un destino popular entre los suecos.

## Aerolíneas y destinos

### Vuelos regulares
Las siguientes compañías aéreas operan vuelos regulares y chárter en el aeropuerto de Visby:
| Aerolíneas                  | Destinos                                                                                       |
| --------------------------- | ---------------------------------------------------------------------------------------------- |
| Braathens Regional Airlines | Gotemburgo, Malmö, Estocolmo-Bromma Estacional: Aarhus, Ängelholm, Helsinki, Norrköping, Oslo. |
| Finnair                     | Estacional: Helsinki                                                                           |
| Norwegian Air Shuttle       | Estacional: Estocolmo-Arlanda                                                                  |
| Scandinavian Airlines       | Estocolmo-Arlanda                                                                              |

### Vuelos de Carga
| Aerolíneas   | Destinos          |
| ------------ | ----------------- |
| Amapola Flyg | Estocolmo-Arlanda |